# Costoliere (spada)

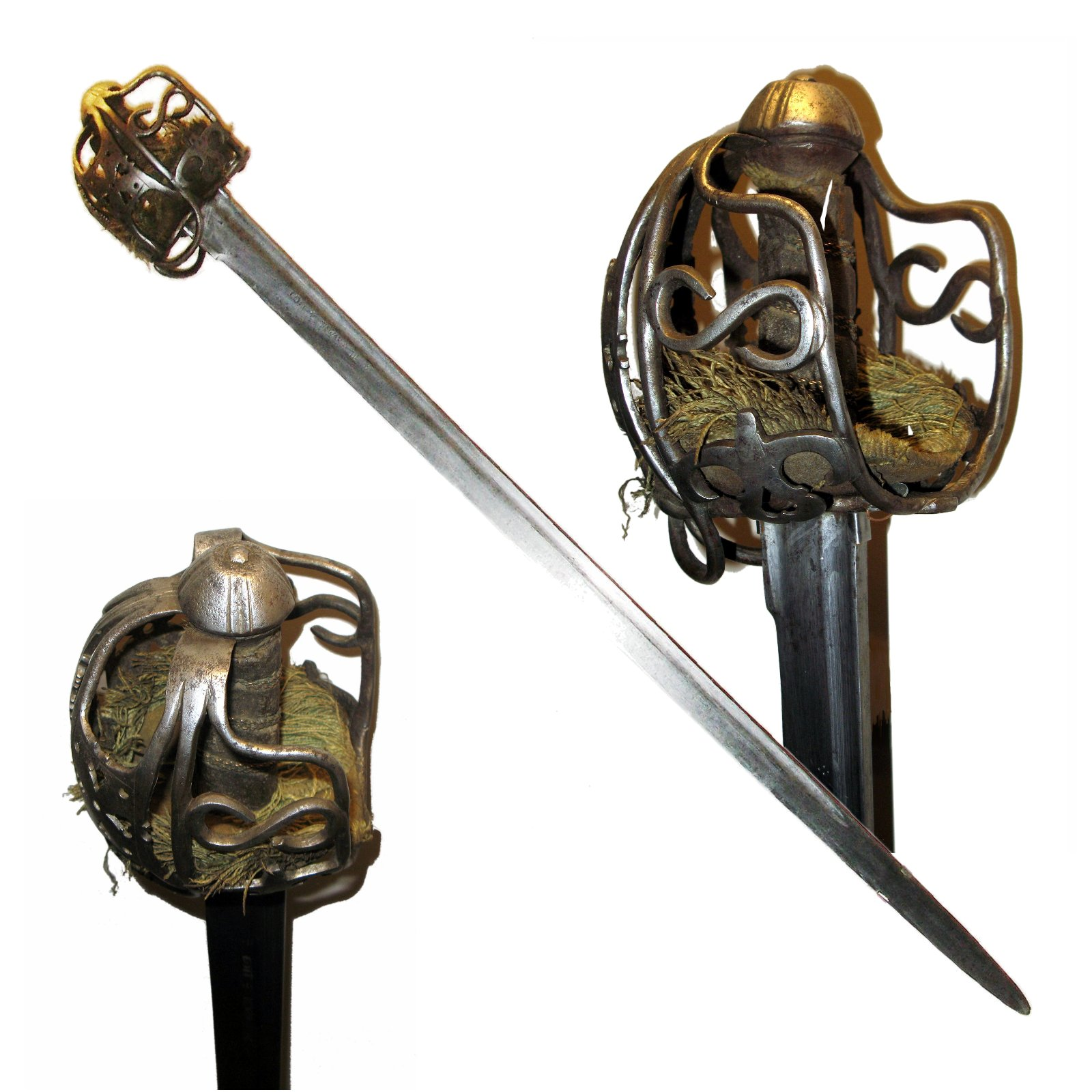
Costoliere Claymore con elsa a cesto (claidheamh cuil) - Scozia

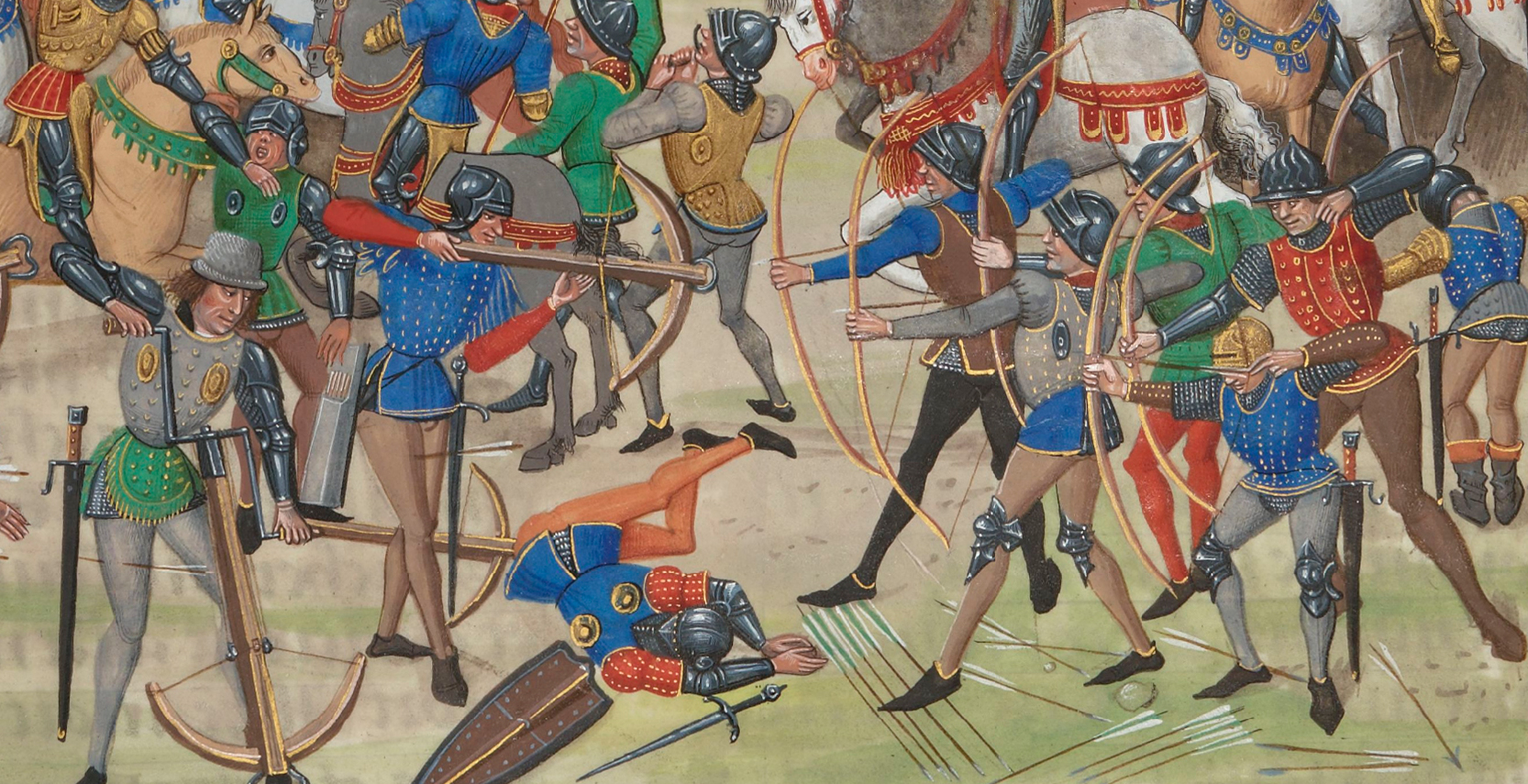
Particolare dalla Battaglia di Crécy (1346) – balestrieri genovesi ed arcieri inglesi portano alla cintura il costoliere come arma da mischia

Il costoliere è una particolare forma di spada da lato a lama monofilare, sviluppatasi nel XV secolo, con guardia a rami e un importante archetto che si protende dall'attaccatura della lama fino al pomolo dell'elsa. Il debole della lama termina sporadicamente con una moderata convessità esterna; in tal caso non c'è sguscio sulla lama. Di uso versatile, venne impiegato sia da corpi di fanteria che di cavalleria.

## Storia
(Dizionario della lingua italiana Niccolò Tommaseo)
Il vocabolo italiano "costoliere" deriva dalla parola di lingua francese coutille, usata in epoca tardo medievale per indicare un'arma bianca a lama monofilare, di dimensione comprese tra quelle di un coltellaccio e di una spada vera e propria, diffusa in modo abbastanza uniforme tra tutti i corpi di fanteria: picchieri, arcieri etc. Per estensione, il fantaccino armato di costoliere ed arma inastata (solitamente una voulge) venne indicato, nella Francia e nell'Inghilterra impegnate a combattersi nella Guerra dei cent'anni, Coutilier.
Caratteristiche precipue del costoliere, nella forma diffusasi presso le truppe di fanteria, erano lama monofilare con "debole" terminante in una punta molto marcata, priva o no di sguscio, ed elsa con guardia a rami ed un importante archetto che si protende dalla coccia fino al pomolo, formando un para-mano. Come per altre forme di spade da fante (o "spade da piede"), l'elsa del costoliere subì diverse modifiche nel corso del XVII secolo: interessanti, in questo senso, i costolieri scozzesi con guardia a gabbia, derivata dalla schiavona (spada di oltramarini di Dalmazia) in uso presso la Repubblica di Venezia (spada questa a due fili e non a filo singolo), rientranti nella categoria delle spade con elsa a cesto.
L'arma, probabilmente connaturatasi come una evoluzione del falcione già in uso presso la fanteria del XII secolo, è uno dei molti esempi di spade monofilari da fante diffusisi in Europa a partire dal Rinascimento (altri esempi possono essere considerati il Gross Messer o il  dussack) e poi dismesse in favore delle sciabole da fanteria (es. il briquet) dopo le Guerre napoleoniche.
Al principio del XVII secolo, il costoliere era divenuto anche arma diffusa tra i ranghi della cavalleria pesante. Solitamente più lungo rispetto al suo equivalente per la fanteria, il costoliere da cavalleria era un'arma secondaria per il guerriero a cavallo, da usarsi durante la mischia, menando pesanti colpi di taglio contro le picche della fanteria nemica o contro la corazza di un avversario a cavallo. Buon esempio di costoliere da cavalleria è la palash degli ussari alati di Polonia.
Il termine "costoliere", applicato all'equipaggiamento dei cavalieri, venne però utilizzato per indicare tutte le spade a lama monofilare, a prescindere dal ricorrere o meno nell'arma della caratteristica elsa con archetto paramano distintiva dell'originario costoliere da fanteria. Nel corso del XVIII secolo, il costoliere scomparve come arma di cavalleria, lasciando spazio alla sciabola ricurva.